# قائمة مواقع التراث العالمي في الصين

مواقع التراث العالمي هي معالم ترشّحها لجنة التراث العالمي في اليونسكو لتُدرَج ضمن برنامج مواقع التراث العالمي الذي تديره اليونسكو. هذه المعالم قد تكون طبيعية، كالغابات وسلاسل الجبال، ثقافية أو من صنع الإنسان، كالبنايات والمدن. ويعتمد الاختيار على عشرة شروط، ستة منها ثقافية (الشروط الستة الأولى) وأربعة طبيعية (الشروط الأربعة المتبقية)؛ وفي بعض الأحيان يطابق الموقع المختار ضمن اللائحة المعايير الثقافية والطبيعية معاً.
وبحسب معاهدة مواقع التراث العالمي يحق لأي بلد عضو في اليونسكو ترشيح المواقع الطبيعية والثقافية لتوضع على لائحة التراث العالمي؛ تُصوِّت لجنة التراث العالمي على اختيار الموقع، شرط أن يكون مستوفيا لواحد من الشروط العشرة على الأقل.

## عرض عام
منذ انضمامها إلى الاتفاقية الدولية المتعلقة بحماية التراث الثقافي والطبيعي العالمي في عام 1985، سُجّل في الصين حتى الآن 56 موقعًا للتراث العالمي؛ منها 38 موقع تراث ثقافي، و 14 موقع تراث طبيعي، و 4 مواقع ثقافية وطبيعية (مختلطة)، وتحتل المرتبة الثانية في العالم من حيث عدد المواقع بعد إيطاليا.
بالإضافة إلى ذلك، هناك أيضًا العديد من الوثائق الصينية المدرجة في قائمة سجل ذاكرة العالم التابعة لليونسكو، والتي تسجل التراث الوثائقي في العالم. علاوة على ذلك، تمتلك الصين تراثًا ثقافيًا غير مادي غنيًا، وقد تم إدراج العديد منها في قائمة روائع تراث الشفهي اللامادي للإنسان.

## خريطة توزيع المناطق
فيما يلي خريطة مواقع التراث العالمي في الصين.
المواقع حول مدينة بيكين مرقمةً: 1. سور الصين العظيم؛ 2. المدينة المحرمة؛ 3. Zhoukoudian؛ 4. القصر الصيفي؛ 5. معبد السماء؛ 6. قبور مينغ؛ 7. Eastern Qing Tombs؛ 8. Western Qing Tombs
الدليل:  مواقع التراث الثقافية;  مواقع التراث الطبيعية;  مواقع مختلطة

## القائمة
هذه قائمة بمواقع التراث العالمي في الصين وقد تم ترتيبها على حسب تاريخ إدراجها في قائمة مواقع التراث العالمي (اليونسكو) وهي كالاتي:
| الصورة              | الاسم                                | الموقع | النوع | المرجع | تاريخ التسجيل     | الوصف | المصادر     |
| ------------------- | ------------------------------------ | --- | ----- | ------ | ----------------- | --- | ----------- |
| ' الصين' (46 مواقع) |                                      | |       |        |                   | |             |
|                     | سور الصين العظيم                     | يمتد على الحدود الشمالية والشمالية الغربية للصين، من تشنهوانغتاو على خليج بحر بوهاي (البحر الأصفر) في الشرق إلى منطقة غاوتاي في مقاطعة غانسو في الغرب | ثقافي | 438    | 1987              | أصبح سور الصين العظيم من أهم الأشياء التي لابد من رؤيتها بالنسبة للزوار والسائحين. حيث يتوافد إليه الناس من جميع أنحاء العالم كل عام. | [ 3 ]       |
|                     | جبل تايشان                           | شمال مدينة تايآن | ثقافي | 437    | 1987              | هو جبل ذات أهمية تاريخية وثقافية تقع شمال مدينة تايآن، في مقاطعة شاندونغ، الصين. أعلى قمة هي قمة الإمبراطور اليشم، والتي عادة ما يبلغ عنها 1,545 متر (5,069 قدم) طويل القامة، ولكن وصفها حكومة جمهورية الصين الشعبية كما 1,532.7 متر (5,029 قدم). | [ 4 ]       |
|                     | المدينة المحرمة أو القصر الإمبراطوري | يقع القصر في قلب مدينة بكين | ثقافي | 439    | 1987 تمديدات 2004 | يعتبر القصر من المعالم التاريخية لمدينة بكين. على الشمال من ميدان "تيانانمن. صنفته منظمة اليونيسكو ضمن التراث الثقافي العالمي. يعتبر من أهم الأماكن السياحية في الصين. |             |
|                     | كهوف موغاو                           | تقع في مقاطعة قانسو شمال غربي الصين | ثقافي | 440    | 1987              | كهوف قديمة يرجع تاريخها إلى ما قبل 1600 سنة. تحوي الكهوف رسوم جدارية قديمة، ويوجد في الكهوف أكثر من 2000 وحدة من النحوت الملونة و45 ألف متر مربع من الرسم (خط عربي) الجدارية في أكثر من 730 كهفا تنتشر في 1600 متر على طول هضبة. |             |
|                     | ضريح الإمبراطور الأول كين            | يقع في مدينة زيان (أو شيان) شمال غرب الصين | ثقافي | 441    | 1987              | يعرف باسم جيش الطين أو جيش التيراكوتا كذلك يطلق عليه جيش الأرض المطهية هو قبر الإمبراطور كين شي هيونغدي في العام 209-210 قبل الميلاد. | [ 5 ]       |
|                     | جبل هوانغشان                         | تقع في جنوب مقاطعة آنهوي شرق الصين | ثقافي | 547    | 1990              | تبلغ مساحتها 154 كيلومترا مربعا وتصل مساحة المحمية المحيطة بها إلى 142 كيلومترا مربعا. ويطلق على جبل هوانغشان اسم الجبل الأكثر غرابة في الصين. |             |
|                     | منطقة جيوتشاي قو                     | شمال مقاطعة سيتشوان، الصين. | طبيعي | 937    | 1992              | وادي جيوتشاي قو هو جزء من جبال مين على حافة هضبة التبت ويمتد أكثر من 72,000 هكتار (180,000 فدانا). ومن المعروف عن العديد من الشلالات متعددة المستويات، والبحيرات الملونة، والقمم المغطاة بالثلوج. ويتراوح ارتفاعها من 2000 إلى 4,500 متر (6,600 إلى 14,800 قدم). |             |
|                     | منطقة هوانغلونغ                      | تقع في محافظة آبا الذاتية الحكم | ثقافي | 638    | 1992              | هناك جبل مينشان الثلجي الذي يعتبر ثالث أكبر جبل ثلجي في المقاطعة، وتقع منطقة هوانغ لونغ على سفل الجبل بالضبط ويتراوح ارتفاع المنطقة على سطح البحر من ألف وسبعمائة متر إلى خمسة آلاف وخمسمائة وثماني وثمانين مترا. وتم إدراج المنطقة على قائمة المواقع السياحية على المستوى الوطني من قبل مجلس الدولة الصيني عام 1982.                                                                                 |             |
|                     | معبد كونفوشيوس                       | الصين الشعبية | ثقافي | 704    | 1994              | معبد مكرس لذكرى كونفوشيوس والحكماء والفلاسفة من الكونفوشيوسية. بني هذا المعبد عام 611م |             |
|                     | قصر بوتالا                           | تقع علي قمة جبل هوانغشان بمدينة لاسا في التبت الصينية                                                                                                 | ثقافي | 707    | 1994              | هي مجموعة مشهورة من القصور على شكل القلعة. يعود تاريخ القصر إلى أكثر من 1300 عام، فقد تأسس في القرن السابع. يرتفع أكثر من 3700 متر عن سطح البحر، إجمالي مساحته أكثر من 3700 متر مربع، طوله من الشرق إلى الغرب 360 مترا، وعرضه من الجنوب إلى الشمال 270 مترا، يرتفع المبنى الرئيسي له 117 مترا من 13 طابقا، فهو أعلى مجموعة فخمة للبنايات في العالم، تجمع القصور والقلاع والمعابد.                     | [ 6 ]       |
|                     | مقبرة كونفوشيوس                      | الصين الشعبية | ثقافي | 704    | 1994              | هي مقبرة من عشيرة كونغ (أحفاد كونفوشيوس) في مدينة كونفوشيوس مسقط رأس كوفو في مقاطعة شاندونغ. كونفوشيوس نفسه وبعض تلاميذه دفن هناك، فضلا عن العديد من الآلاف من أحفاده. |             |
|                     | جبل آماي                             | يقع جنوب غربي حوض سيتشوان وسط الصين | مختلط | 779    | 1996              | يتميز جبل آماي بتسلسلة حيوي وجيولوجي ومناخيا بجانب ميزته الثقافية والتاريخية البوذية المتوافرة، فيطلق عليه "مملكة النباتات" و"المتحف الجيولوجي" و"الجبل البوذي الإلهي. |             |
|                     | تمثال ليشان بودا العملاق             | يقع عند نقطة التقاء ثلاثة أنهار في الجزء الجنوبي لمحافظة سيشوان، بالقرب من مدينة ليشان في الصين                                                       | ثقافي | 779    | 1996              | بُني هذا التمثال أثناء فترة حكم سلالة تانغ (618-907)م. ويعد التمثال أكبر تمثال لبوذا منحوت في الصخر في العالم. |             |
|                     | المدينة القديمة في بينغياو           | بينغياو، مقاطعة شانشي | ثقافي | 812    | 1997              | تعتبر هذه المدينة القديمة التي يعود تاريخها إلى 2700 سنة والمشهورة بجدرانها وأسوارها المحفوظة حتى الآن هي مركز اليونيسكو للتراث العالمي وتعد أيضًا من مناطق الجذب السياحية. وما يزال يسكنها حوالي 50000 شخص. |             |
|                     | البلدة القديمة لليجيانج              | تقع في منطقة يونان | طبيعي | 811    | 1997              | هي بلدة صغيرة مسجلة ضمن الثرات العالمي حسب اليونيسكو. لها تاريخ كبير يصل لـ 800 سنة. |             |
|                     | القصر الصيفي والحديقة الإمبراطورية   | يقع بين مجموعة من البُحَيرات الشاسعة والحدائق والقصور في مدينة بكين عاصمة الصين                                                                         | ثقافي | 880    | 1998              | وهو قصر واقع بين مجموعة من البُحَيرات الشاسعة والحدائق والقصور في مدينة بكين عاصمة الصين في سنة 1998 تم تسجيل هذا الموقع في اليونسكو كواحد من مواقع التراث العالمي، هذا القصر بُنيَّ أيام حكم أسرة جين بواسطة الإمبراطور هايلنج الجيني (1122-1161م). |             |
|                     | معبد السماء                          | يقع في جنوب شرقي العاصمة الصينية بكين | ثقافي | 881    | 1998              | بدأ بناؤه عام 1420م، والاسم الأصلي للمعبد هو " مذبح قرابين السماء والأرض"، وهو المكان الذي كان أباطرة الصين في فترة أسرة مينغ (1368 – 1644م) وأسرة تشينغ (1644 – 1911م) الملكيتين، يقدمون فيه القرابين لآلهة السماء والأرض. |             |
|                     | قطع صخرة دازو                        | يقع في تشونغتشينغ في مقاطعة دازو | ثقافي | 912    | 1999              | هي سلسلة من القطع المنحوتة والثماثيل تعود إلى القرن السابع الميلادي وهي مواقع دينية للديانات البوذية والكونفوشية والطاوية، مُدرجة ضمن مواقع التراث العالمي، يحوي هذا الموقع العديد من التماثيل الأثرية تصل لحوالي 50 ألف تمثال مختلفة الحجم، وهي عبارة عن تماثيل لأشخاص مع تواجد نقوش فيها |             |
|                     | حدائق سوجو التقليدية                 | اقليم جيانغسو بالصين | طبيعي | 813    | 2000              | تمت إضافتة الحدائق إلى اليونسكو وقائمة التراث العالمي. هي حدائق على تراث النمط الصيني ومحاكاة مناظر طبيعية مع الصخور والتلال والأنهار وبالقرب من المعابد الصينية. تاريخها يرجع إلى أكثر من ألفي سنة، هذه الحدائق ازدهرت في منتصف عهد سلالة أسرة مينغ. |             |
|                     | كهوف لونغمن                          | مدينة لويانغ | ثقافي | 1003   | 2000              | هي مئات الآلاف من التماثيل الحجرية لبوذا، قائمة في كهوف جبلية ممتدة لكيلومتر واحد على جانبي نهر ييشوي. |             |
|                     | شيدي                                 | مقاطعة يي في منطقة هويتشو | ثقافي | 1002   | 2000              | هي قرية في مقاطعة يي في منطقة هويتشو التاريخية في محافظة آنهوي في الصين |             |
|                     | هونغتسون                             | مقاطعة يي في منطقة هويتشو التاريخية | ثقافي | 1002   | 2000              | هي قرية في مقاطعة يي في منطقة هويتشو التاريخية في محافظة آنهوي في الصين |             |
|                     | كهوف يونقانغ                         | تقع في السفح الجنوبي لجبل ووتشو الذي يبعد 16 كيلومترا غربا عن مدينة داتونغ بمقاطعة شانشي                                                              | ثقافي | 1039   | 2001              | مجموعة كهوف يونقانغ يصل عددها إلى 252 كهفا بقي منها 45 كهفا |             |
|                     | فوجيان تولو                          | تقع في جنوب شرق الصين | ثقافي | 1113   | 2008              | هي مجمعات سكنية تقع في جنوب شرق الصين مدرجة ضمن مواقع التراث العالمي، بنيت بين القرنين الثاني عشر الميلادي والقرن العشرين، وهي مباني مغلقة على شكل دائرة أو مربع ولها جدران سميكة وقد تضم 3 إلى 5 طوابق، وهي في الغالب تحوي بوابة واحدة للخارج تستخدم أبواباً خشبية سميكة ومغطاة بصفيحة معدنية، والطابق العلوي يحوي منافذ للأسلحة تستخدم للدفاع.                                                       |             |
|                     | جبل وتاي                             | شمال الصين | ثقافي | 1279   | 2009              | معروف أيضا باسم جبل وتاي أو شنغليانغ شان، هو موقع مقدس البوذي في منابع نهر تشينغشوي، في مقاطعة شانشي شمال شرق الصين، وتحيط بها مجموعة من قمم مسطحة تصدرت (الشمال والجنوب والشرق والغرب والوسطى). قمة الشمال، ودعا بيتاي دينغ أو يدو فنغ، هو أعلى (3,061 م) وهي أيضا أعلى نقطة في شمال الصين. |             |
|                     | البحيرة الغربية                      | هانغتشو، عاصمة مقاطعة تشجيانغ في شرق الصين | ثقافي | 1334   | 2011              | أثرت البحيرة الغربية الشعراء والرسامين في جميع أنحاء التاريخ الصيني لجمالها الطبيعي والآثار التاريخية، وكان أيضا من بين أهم مصادر الإلهام لمصممي الحدائق الصينية. وقد تم تصنيفها كموقع للتراث العالمي لليونسكو في عام 2011، وصفت بأنها "أثرت على تصميم الحدائق في بقية الصين وكذلك اليابان وكوريا على مر القرون" وتعكس "اندماجا مثاليا بين البشر والطبيعة".                                           | [ 7 ] [ 8 ] |
|                     | طريق الحرير                          | يمتد من مدينة تشان غان عاصمة الصين إلى أوربا عبر آسيا الوسطى والشرق الأوسط                                                                            | طبيعي | 1442   | 2014              | كان يمتد من مدينة تشان غان عاصمة الصين خلال عهد سلالتي هان والتانغ إلى أوروبا عبر آسيا الوسطى والشرق الأوسط وأستخدم إبتدائاً من القرن الثاني قبل الميلاد حتى القرن السادس عشر للتجارة ونقل البضائع الصينية وأشهرها الحرير (ومن هنا أشتق أسمه) إلى باقي مناطق العالم القديم. وضع قسم من هذا الطريق على لائحة التراث العالمي عام 2014 ويمتد لمسافة 5000 كلم عبر ثلاث دول هي الصين، كازخستان وأوزبكستان . | [ 9 ]       |
|                     | جبال تيان شان                        | تقع في آسيا الوسطى شمالي التيبت | طبيعي | 1414   | 2016              | يعني اسم تيان شان الجبال السماوية. وهذه المجموعة هي أعلى مجموعة جبال توجد في شمالي التيبت. ويبلغ ارتفاع أعلى قمة، وهي قمة بوبيدي، 7,439م فوق مستوى سطح البحر. وتجري الأنهار شمالاً، من تيان شان. |             |
|                     | زوجيانغ هواشان الفن الصخري التاريخي  | على الضفة الغربية لنهر مينغ | ثقافي | 1508   | 2016              | مجموعة واسعة من الفن الصخري التاريخي التي تم رسمها على وجوه من الحجر الجيري في قوانغشي، جنوب الصين على مدى عدة مئات من السنين على الأقل. |             |
|                     | جزيرة قولانغيو                       | مقاطعة فوجيان في جنوب الصين | ثقافي | 1541   | 2017              | هي جزيرة قبالة ساحل مدينة شيامن (المعروف تاريخيا باسم أموي) تشغل مساحة (2 كيلو متر مربع) (0.77 ميل مربع). فهي موطن لحوالي 20,000 شخص ومقصد سياحي محلي. المركبات الوحيدة المسموح بها هي العربات الكهربائية الصغيرة ومركبات الخدمة الحكومية الكهربائية.يمكن للزوار الوصول إليها عن طريق العبارة من جزيرة أموي. ويسمح للسكان المحليين لاستخدام أقصر عبارة لمدة خمس دقائق من / إلى محطة هيبنك للعبارات.   |             |

## اللائحة

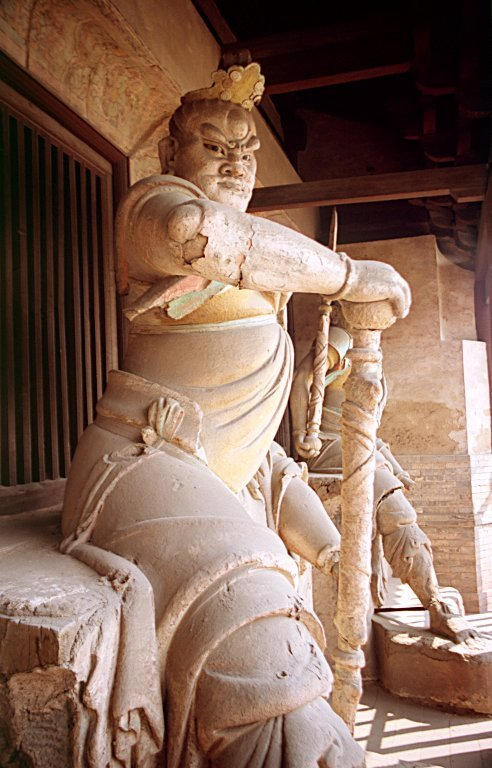
تمثال داخل معبد شوانجلين في بينغياو

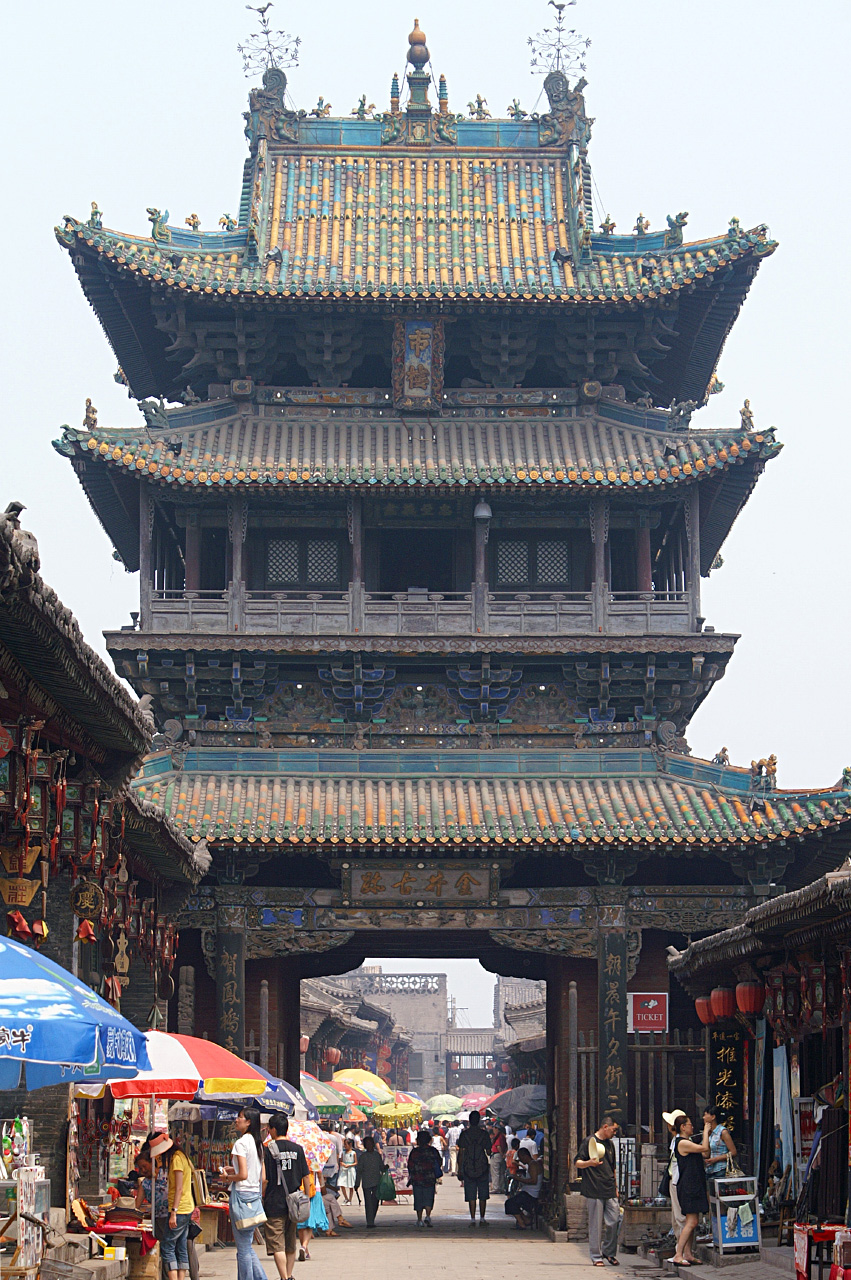
برج التسوق, في القرن الرابع عشر

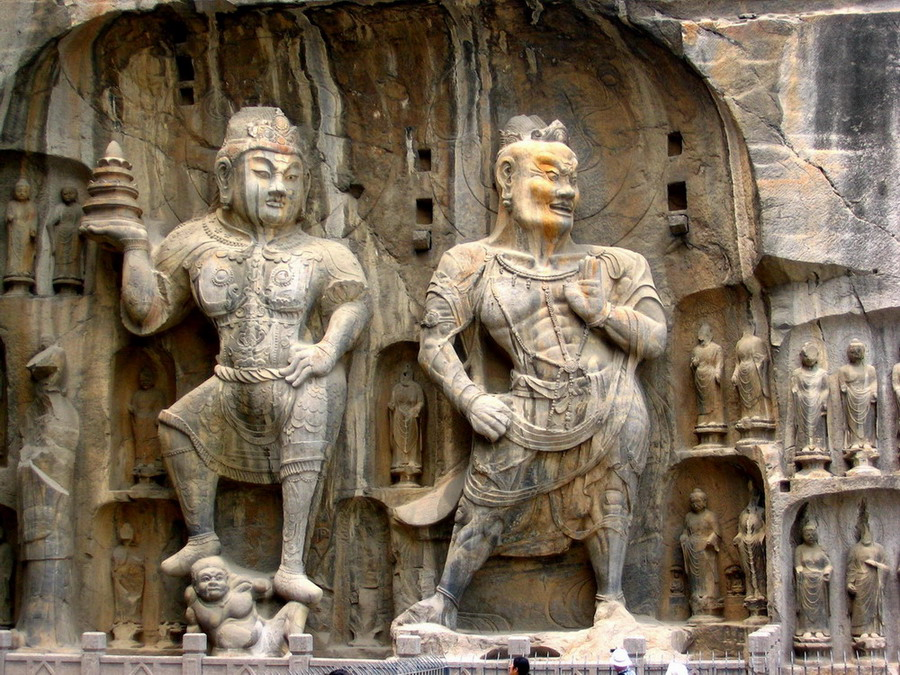
التماثيل البوذية الضخمة في الكهف الرئيسي في كهوف لونغمن.

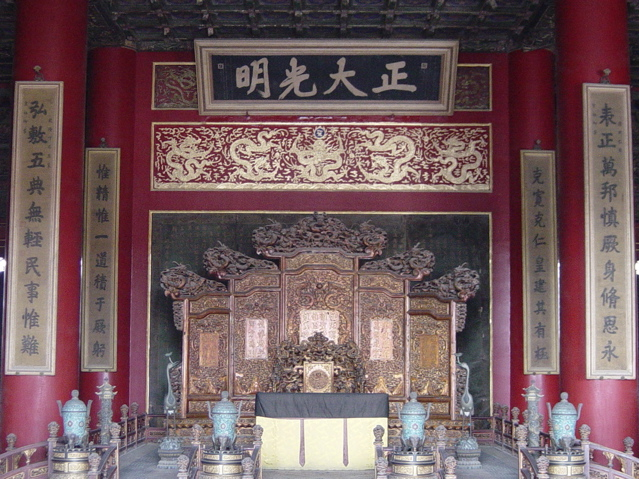
"العرش الإمبراطوري داخل أحد القصور (النقاء السماوي) وفيه كان يقوم الحاكم باستقبال الرعية والوفود."

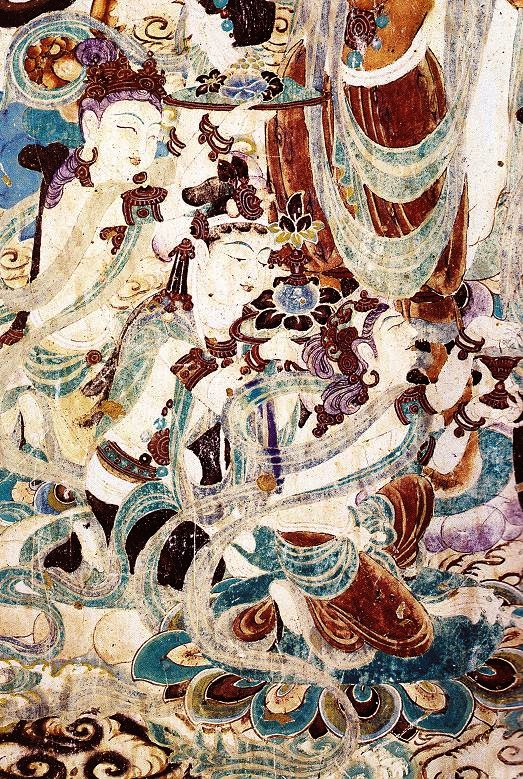
أحد الرسوم الجدارية القديمة في كهوف موغاو

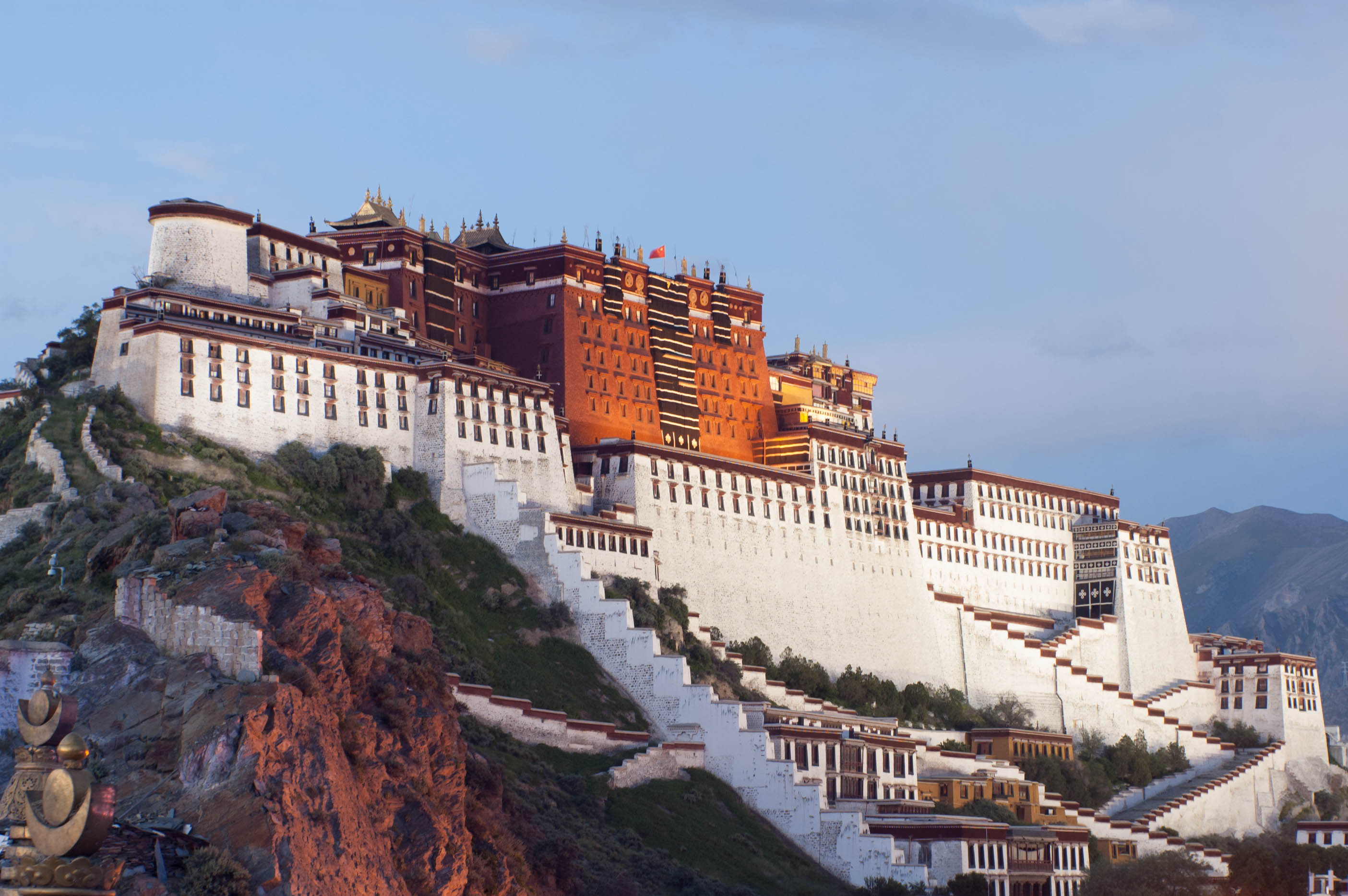
قصر بوتالا

| الموقع                                                          | سنة التسجيل | تمديدات    | ملاحظات                                                             |
| سور الصين العظيم                                                | 1987        | -          |                                                                     |
| جبل تايشان                                                      | 1987        | -          | (شاندونغ)                                                           |
| القصر الإمبراطوري (المدينة المحرمة)                             | 1987        | 2004       |                                                                     |
| كهوف موقاو                                                      | 1987        | -          | (دونهوانغ)                                                          |
| مقبرة الإمبراطور تشين شي هوانغ وتماثيل الجنود والخيول الصلصالية | 1987        | -          | مقبرة الإمبراطور تشين شي هوانغ وتماثيل الجنود والخيول الصلصالية     |
| آثار تشوكوديان (إنسان بكين)                                     | 1987        | -          |                                                                     |
| جبل هوانغشان                                                    | 1990        | -          | (آنهوي)                                                             |
| منطقة جيوتشاي قو                                                | 1992        | -          | شمال (مقاطعة سيتشوان)                                               |
| منطقة معبد هوانغ لونغ البانورامية والتاريخية                    | 1992        | -          | (مقاطعة سيتشوان)                                                    |
| منطقة وولينغ يوان البانورامية والتاريخية                        | 1992        | -          | (مقاطعة هونان)                                                      |
| المصيف الجبلي الإمبراطوري والمعابد الثمانية بمدينة تشنغده       | 1994        | -          | (خبي)                                                               |
| معبد كونفوشيوس                                                  | 1994        | -          | (شاندونغ)                                                           |
| مقبرة كونفوشيوس                                                 | 1994        | -          | ومسكنه بمدينة تشيويفو                                               |
| جبال وودانغ                                                     | 1994        | -          | (مقاطعة هوبي)                                                       |
| قصر بوتالا                                                      | 1994        | 2000، 2001 | لاسا (منطقة التبت الذاتية الحكم)                                    |
| الحضيرة الوطنية في لوشان                                        | 1996        | -          | (جيانغشي)                                                           |
| جبل آماي                                                        | 1996        | -          | مقاطعة سيتشوان وسط الصين                                            |
| تمثال بوذا الضخم في جبل ليشان                                   | 1996        | -          | (مقاطعة سيشوان)                                                     |
| المدينة القديمة في بينغياو                                      | 1997        | -          | (مقاطعة شانشي)                                                      |
| حدائق سوتشو الكلاسيكية                                          | 1997        | 2000       | (جيانغسو)                                                           |
| البلدة القديمة لليجيانج                                         | 1997        | -          | (مقاطعة يونان)                                                      |
| القصر الصيفي والحديقة الإمبراطورية                              | 1998        |            | (بلدية بكين)                                                        |
| معبد السماء                                                     | 1998        | -          | يشان                                                                |
| قطع صخرة دازو                                                   | 1999        | -          | تشونغتشينغ في مقاطعة دازو                                           |
| جبل وويي                                                        | 1999        | -          | (مقاطعة فوجيان)                                                     |
| نقوش داتسو الصخرية                                              | 1999        | -          | (بلدية تشونغتشينغ)                                                  |
| جبل تشينغ تشنغ وسد دوجيانغيان                                   | 2000        |            | (مقاطعة سيتشوان)                                                    |
| القرى القديمة في جنوب آنهوي، شيدي - هونغتسون                    | 2000        | -          | تسجيل موقعي: القرى القديمة في جنوب آنهوي، شيدي وهونغتسون في (آنهوي) |
| كهوف لونغمن                                                     | 2000        | -          | مدينة لويانغ                                                        |
| مقابر أباطرة أسرتي مينغ وتشينغ                                  | 2000        | 2003، 2004 | (مقاطعتي هوبي وخبي)                                                 |
| كهوف يونقانغ                                                    | 2001        | -          | مقاطعة شانشي                                                        |
| مناطق الأنهر الثلاث المتوازية المحمية في يوننان                 | 2003        | -          | يوننان                                                              |
| الأضرحة والحواضر في مملكة كوفوريو القديمة                       | 2004        | -          | مملكة كوفوريو القديمة                                               |
| قرى ديالو                                                       | 2007        | -          | الصين                                                               |
| فوجيان تولو                                                     | 2008        | -          | الصين                                                               |
| جبل وتاي                                                        | 2009        | -          | شمال الصين                                                          |
| البحيرة الغربية                                                 | 2011        | -          | مقاطعة تشجيانغ في شرق الصين                                         |
| طريق الحرير                                                     | 2014        | -          | طريق الحرير                                                         |
| جبال تيان شان                                                   | 2016        | -          | شمالي التبت                                                         |
| زوجيانغ هواشان الفن الصخري التاريخي                             | 2016        | -          | على الضفة الغربية لنهر مينغ                                         |
| جزيرة قولانغيو                                                  | 2009        | -          | مقاطعة فوجيان في جنوب الصين                                         |

## قوائم متعلقة
- جدول مواقع التراث العالمي حسب الدولة
- قائمة مواقع التراث العالمي المعرضة للخطر
- قائمة مواقع التراث العالمي في إسبانيا
- قائمة مواقع التراث العالمي في آسيا وأستراليا
- مواقع التراث العالمي

## وصلات خارجية
- القائمة الشاملة لمواقع التراث العالمي لليونسكو عن كل العالم
- القائمة الشاملة لمواقع التراث العالمي لليونسكو مع معلومات وفيديو عن كل موقع نسخة محفوظة 30 أبريل 2009 على موقع واي باك مشين.